# 埃斯普里·勒基安
埃斯普里·勒基安（法語：Esprit Requien；1788年5月6日—1851年5月30日）是一位法国博物学家，在古生物学、贝类学、尤其是植物学上有较大贡献，曾为多个物种拟定学名。他从18岁开始，就一直隶属于阿维尼翁的植物园。勒基安博物馆即得名于他。
1851年，埃斯普里·勒基安病逝于博尼法乔，享年63岁。